# Majdecki
Majdecki (forma żeńska: Majdecka, liczba mnoga: Majdeccy) – polskie nazwisko.

## Etymologia nazwiska
Odmiana staropolskiego nazwiska Majda, powstałe od majdać, majtać, kiwać, merdać (ale również majda → mańkut); → Majd–ecki. Nazwisko notowane od 1786 roku.

## Demografia
Na początku lat 90. XX wieku w Polsce mieszkało 526 osób o tym nazwisku, najwięcej w dawnym województwie: konińskim – 169, warszawskim – 90 i poznańskim – 59. W 2013 roku mieszkało w Polsce około 546 osób o nazwisku Majdecki, najwięcej w Słupcy i Wrześni.

## Znani przedstawiciele
- Longin Majdecki – polski architekt krajobrazu i historyk sztuki.
- Andżelika Majdecka - mistrzyni Polski na 2000m z przeszkodami